# Lunabas

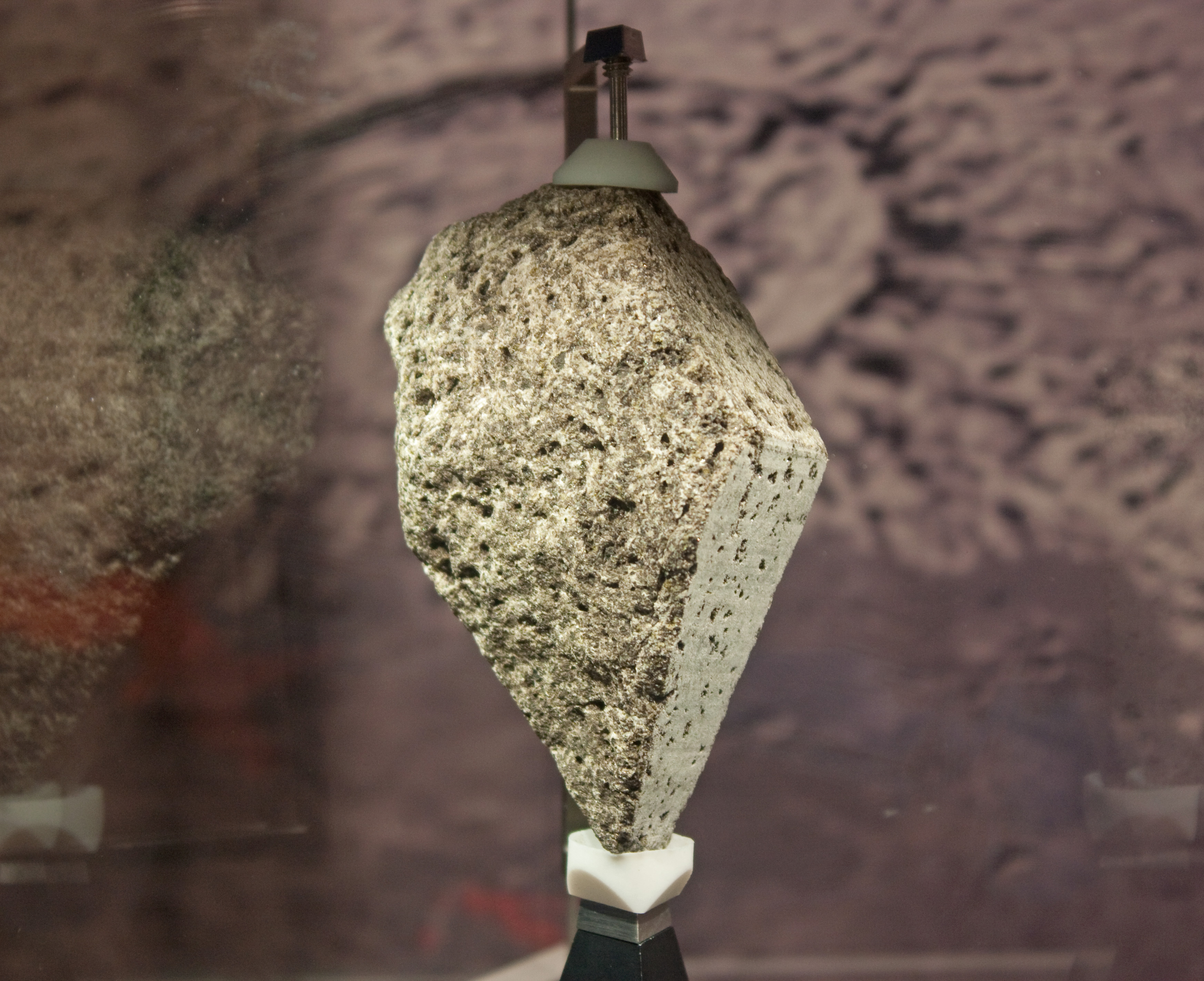
„Lunabas“: Olivinbasalt aus dem Palus Putredinis

Lunabas ist die vom US-amerikanischen Geologen Josiah Edward Spurr (1870–1950) in seinem  1945 erschienenen Werk Geology Applied To Selenology geprägte Bezeichnung für das basaltische Gestein, aus dem die von der Erde aus dunkel erscheinenden Maria des Mondes hauptsächlich bestehen sollten. Spurr ging seinerzeit davon aus, dass die Mare durch vulkanische Prozesse entstanden sind, ähnlich der Flutbasalte auf der Erde. Dabei unterschied Spurr zwei Lunabas-Subtypen: das Gestein, das das dunkelgrau erscheinende Mare Imbrium kennzeichnet, nannte er Imbas („Imbrian-type basaltic rock“) und das dunklere Gestein südlich des Mare Imbrium, das er für jünger hielt, nannte er Novabas („Tranquillitas-type basaltic rock“).
Nach Spurrs (aus heutiger Sicht prinzipiell richtigen) Vorstellungen, waren nicht nur die Maria, sondern die gesamte Oberfläche des Mondes ausschließlich magmatischen Ursprunges.  Auf die Beschaffenheit der beiden unter anderem anhand ihrer Helligkeit voneinander unterscheidbaren geologischen Domänen des Mondes, Hochländer (Terrae) und Maria, schloss Spurr durch Analogie zum Magmatismus auf der Erde. Dieser bringt vorwiegend zwei chemisch unterschiedliche Gesteinsfamilien hervor, die sich durch unterschiedliche Helligkeit auszeichnen:  SiO2-reiche Granite bzw. Rhyolithe (hell) und SiO2-ärmere Basalte bzw. Gabbros (dunkel). Das helle Gestein der Terrae nannte er entsprechend Lunarit.
Die von Spurr entwickelten Hypothesen, die ausschließlich auf Fernbeobachtungen des Mondes beruhen und zudem im Kontext des damaligen Forschungsstandes zu sehen sind (u. a. der Noch-Nicht-Existenz der Impaktgeologie), konnten zwar durch die ab 1969 erfolgten geologischen Untersuchungen im Rahmen des Apollo- und Luna-Programms nur teilweise bestätigt werden, jedoch behielt er mit der basaltischen Zusammensetzung der Mare-Gesteine recht. Allerdings wird die Bezeichnung „Lunabas“ für diese Gesteine heute nicht mehr verwendet.